# Polyscias mayottensis
Polyscias mayottensis är en araliaväxtart som beskrevs av Lowry, O.Pascal och Labat. Polyscias mayottensis ingår i släktet Polyscias och familjen Araliaceae. Inga underarter finns listade.